# پال گریویچ
پال گریویچ (انگلیسی: Pál Gerevich؛ زادهٔ ۱۰ اوت ۱۹۴۸) ورزشکار شمشیربازی اهل مجارستان است.
وی در مسابقات کشوری و بین‌المللی در مجموع برندهٔ ۲ مدال برنز شده‌است.